# Collegio uninominale Toscana - 07 (Camera dei deputati 2017)
Il collegio elettorale uninominale Toscana - 07 è stato un collegio elettorale uninominale della Repubblica Italiana per l'elezione della Camera tra il 2017 ed il 2022.

## Territorio
Come previsto dalla legge elettorale italiana del 2017, il collegio era stato definito tramite decreto legislativo all'interno della circoscrizione Toscana.
Era formato dal territorio di 30 comuni: Anghiari, Arezzo, Badia Tedalda, Bibbiena, Bucine, Capolona, Caprese Michelangelo, Castel Focognano, Castel San Niccolò, Castiglion Fibocchi, Cavriglia, Chitignano, Chiusi della Verna, Civitella in Val di Chiana, Laterina, Monte San Savino, Montemignaio, Monterchi, Montevarchi, Ortignano Raggiolo, Pergine Valdarno, Pieve Santo Stefano, Poppi, Pratovecchio Stia, San Giovanni Valdarno, Sansepolcro, Sestino, Subbiano, Talla e Terranuova Bracciolini.
Il collegio era quindi interamente compreso nella provincia di Arezzo.
Il collegio era parte del collegio plurinominale Toscana - 04.

## Eletti
| Elezione | Elezione | Deputato                 | Partito         |
| -------- | -------- | ------------------------ | --------------- |
|          | 2018     | Felice Maurizio D'Ettore | Forza Italia    |
|          | 2021     | Felice Maurizio D'Ettore | Coraggio Italia |

## Dati elettorali

### XVIII legislatura
Come previsto dalla legge elettorale, 232 deputati erano eletti con sistema a maggioranza relativa in altrettanti collegi uninominali a turno unico.
| Candidati              | Candidati                          | Voti    | %     | Liste                           | Voti    | %     |
| ---------------------- | ---------------------------------- | ------- | ----- | ------------------------------- | ------- | ----- |
|                        | Felice Maurizio D'Ettore ✔️ Eletto | 56 196  | 35,13 | Lega                            | 30 064  | 18,79 |
| Forza Italia           | Felice Maurizio D'Ettore ✔️ Eletto | 56 196  | 35,13 | 17 729                          | 11,08   |       |
| Fratelli d'Italia      | Felice Maurizio D'Ettore ✔️ Eletto | 56 196  | 35,13 | 7 052                           | 4,41    |       |
| Noi con l'Italia - UDC | Felice Maurizio D'Ettore ✔️ Eletto | 56 196  | 35,13 | 1 351                           | 0,84    |       |
|                        | Marco Donati                       | 51 032  | 31,90 | Partito Democratico             | 45 335  | 28,34 |
| +Europa                | Marco Donati                       | 51 032  | 31,90 | 4 303                           | 2,69    |       |
| Italia Europa Insieme  | Marco Donati                       | 51 032  | 31,90 | 877                             | 0,55    |       |
| Civica Popolare        | Marco Donati                       | 51 032  | 31,90 | 517                             | 0,32    |       |
|                        | Lucio Bianchi                      | 39 781  | 24,87 | Movimento 5 Stelle              | 39 781  | 24,87 |
|                        | Ivano Ferri                        | 5 176   | 3,24  | Liberi e Uguali                 | 5 176   | 3,24  |
|                        | Silvia Neri                        | 2 006   | 1,25  | CasaPound                       | 2 006   | 1,25  |
|                        | Salvatore Catello                  | 1 760   | 1,10  | Partito Comunista               | 1 760   | 1,10  |
|                        | Mauro Meschini                     | 1 751   | 1,09  | Potere al Popolo!               | 1 751   | 1,09  |
|                        | Annalisa Cappelletti               | 1 193   | 0,75  | Il Popolo della Famiglia        | 1 193   | 0,75  |
|                        | Vincenzo Ziccardi                  | 682     | 0,43  | Italia agli Italiani            | 682     | 0,43  |
|                        | Giuseppe Mazzoli                   | 383     | 0,24  | Per una Sinistra Rivoluzionaria | 383     | 0,24  |
| Totale                 | Totale                             | 159 960 | 100   |                                 | 159 960 | 100   |
|                        |                                    |         |       |                                 |         |       |
| Voti non validi        | Voti non validi                    | 5 383   | 3,26  |                                 |         |       |
| Votanti                | Votanti                            | 165 343 | 78,68 |                                 |         |       |
| Elettori               | Elettori                           | 210 152 |       |                                 |         |       |